# Raimundo Luis Forné
Raimundo Luis Forné o Forner, también como Fornet, Fornier, Torner, etc., (Zaragoza, 1761 - Plasencia, 1 de diciembre de 1817) fue un compositor y maestro de capilla español.

## Vida
Existen muchas lagunas en la biografía de este compositor. Se sabe que estudió música en La Seo de Zaragoza como infante de la capilla de música. Ingresó en 1769 con ocho años y con toda probabilidad Francisco Javier García Fajer fue su maestro.

Raimundo Luis Forné es admitido a los ocho años Infante de la Seo.
Actas capitulares de la Catedral de Zaragoza

Dejó el colegio de infantes en 1774, tras lo que se pierde su rastro hasta el 25 de mayo de 1779, cuando solicitó el magisterio de la Colegiata de San Pedro de Soria. Para entonces Forné era «clérigo tonsurado y profesor de música». El reemplazo del maestro de capilla de la Colegiata resultó complicado, puesto que el cabildo favorecía al violinista y bajonista de la iglesia, Nicolás García. Se presentaron a las oposiciones, además de Raimundo Luis Forné, el mencionado Nicolás García y un alumno de este, un tal Saturio Jiménez. Ganó García, pero el asunto fue elevado al obispado, la Audiencia eclesiástica de Burgos y la Chancillería de Valladolid, entre otras cosas, porque García no tenía estudios de composición. Pero Forné no tuvo éxito y las instancias dieron la razón al capítulo de la Colegiata de San Pedro.
En 1781 se encontraba casado y residiendo en Madrid. Tuvo una hija, Julia Luisa Forner, nacida en Plasencia, que tuvo por lo menos dos hijos, Josef Miguel (1881) y Antonio María Josef Benancio (1814), ambos en Plasencia.
Ese mismo año de 1781 se presentó al cargo de maestro de capilla de la Catedral de Plasencia que había quedado vacante por el traslado del maestro Lino del Río al Real Colegio de Su Majestad en Madrid. A la carta enviada el cabildo respondió que se presentase a las futuras oposiciones. En las oposiciones de Plasencia se enfrentó a Juan Pedro Almeida, maestro de la Catedral de Lugo; Juan José Bueno, tenor de la Catedral de Coria; Fernando Ferandiere, músico en Madrid; Vicente Hernández; Melchor López, cantor de la Real Capilla de Madrid; y Cándido José Ruano, posiblemente todavía cantor en la Catedral de Toledo.
Los ejercicios fueron calificados por José Doyagüe, en se momento sustituto en la Cátedra de Música de la Universidad de Salamanca, y Juan Antonio Aragüés, también Catedrático de Música de Salamanca, pero jubilado; Almeida y Ruano no fueron calificados. Doyagüe y Aragüés revisaron los ejercicios que le fueron enviados anonimizados y dieron como ganadores a Forné y como segundo a López. Tras un empate inicial en los votos del cabildo, finalmente salió ganando Forné el 28 de febrero de 1782. El cabildo no devolvió los ejercicios a los maestros que lo solicitaron posteriormente, pero les envió un certificado de participación con los votos obtenidos. Los examinadores recibieron cartas quejándose de la evaluación: «[el] Cathedrático de Música [...] ha sentido que su dictamen se publicase pues algunos de los que fueron examinadores en el concurso han escrito mui resentidos de la zensura que allí se puso siendo así que dicho Cathedrático y compañeros procuraron desempeñar la confianza con toda integridad». El cabildo se ofreció a contestar las cartas, pero Doyagüe respondió: «en la que se incluie la Carta que le escribe el Cathedrático jubilado de música de aquella universidad respondiendo que tubo por más conveniente dar al fuego las cartas que le escribieron don Agustín González y Joseph Pérez». Es probable que González y Pérez, músicos de la capilla de música de Palencia, no estuviesen de acuerdo con la evaluación de los maestros salmantinos y escribieran quejándose.
El maestro se integró prontamente en la vida de la catedral y el 17 de julio solicitó «quattro meses de licencia para pasar a Zaragoza a traer a su mujer adelantándole para ello 2000 r[eales]». El cabildo sólo le concedió 1000 reales. El 14 de nero de 1783 Fornés solicitó un adelanto de 1500 reales porque «se halla atrasado con motibo de la conducción de su muger a esta ciud[ad] y necesariamente hacer la prebención de matanza para su familia y los seises». De nuevo, el cabildo solo le concedió 1000 reales.
En agosto de 1783 hubo un problema grave con los seises. El 13 de agosto fue expulsado el mozo de coro Francisco Javier Izquierdo, que solicita su readmisión, que el cabildo condiciona a que pida perdón al maestro. El 21 de agosto los seises presentan un memorial «en que dicen que por motivos suficientes han dejado la casa del Maestro con ánimo de no volver y que de forzarles a ello dejarán el ministerio y se irán a la casa de sus padres». Forné responde «que en atención a no haberles dado ningún motibo ni faltádoles en lo que es su obligación suplica se sirban tomar la providencia que más convenga». El cabildo despide inmediatamente a los seises y convoca al maestro en ocho días «para darle una seria reprehensión sobre el cumplimiento de sus obligaciones». A los ocho días se acordó readmitir a los seises a condición de que se disculparan con el maestro. Los orígenes del conflicto son desconocidos, pero deterioró mucho las relaciones con los canónigos del capítulo y con los seises, causando continuas incomparenencias del maestro por enfermedad y su negativa a atender a los seises. Finalmente le costó la salud y el 18 de junio de 1784 el Forné solicitaba:

[...] haze diez meses se halla enfermo y para alivio restablecimiento de su salud necesita salir a tomar aires [... pidiendo] su licencia por el tiempo que tuviere conveniente. Y para la asistencia y cuidado de los seises queda su mujer y el Músico Miguel García para la instrucción de ellos y a darlos la lección todos los días.
Actas capitulares de la Catedral de Plasencia, 18 de junio de 1784

Continuaron las disputas entre el maestro, los canónigos y los seises, el cabildo quejándose del descuido con que eran tratados los niños y Forné tratando de librarse de la responsabilidad. El conflicto continuaría por lo menos hasta 1788, cuando uno de los mozos del coro lo amenazó y se volvió contra él. Desde esese año, los noños ya no se encontraban con él, sino con José Pérez.
Durante su magisterio en Plasencia se presentó sin éxito a las oposiciones para otros magisterios. En 1789 Forné se presentó a las oposiciones para el magisterio de la Catedral de Salamanca, uno de los cargos más importantes de España, donde se enfrentó a otros grandes maestros, entre otros, a Manuel José Doyagüe, que en ese momento era el maestro de capilla interino. En esas oposiciones se documentó a Forné como maestro de capilla de la Catedral de Santo Domingo de la Calzada. Las actas dicen de Forné, «porque aunque la Antífona no está tan trabajada, como las antecedentes, aunque tiene mucho trabajo voluntario, es mui buena; el Villancico Recitado y Area es de Música vrillante, y está bien en el facistol» y,

En tercero lugarD[o]n Raymundo Luis Forné M[aest]ro de Capilla de la Santa Yglesia de Plasencia. Este sugeto aunqueha desempeñado en la mayor parte las condiciones y circunstancias que se le encomendaron no lo haecho con total exactitud, como los anteriores [Pons y Molina], particularm[en]te en la Antífona. Ademásde lo dicho ha practicado varios primores del arte con bastante oportunidad, acierto y buen gusto.
Actas capitulares de la Catedral de Salamanca

En 1795 se presentó a las oposiciones en la Catedral de Ciudad Rodrigo.
El 6 de septiembre de 1806 el cabildo le subió el salario, que tuvo que volver a ser aumentado por ser los emolumentos muy bajos en comparación de los músicos. En esa época enviudó y volvió a casarse, probable María Manuela Ximenez mencionada como su esposa en el libro de difuntos.
La Catedral sufrió una grave crisis económica por la invasión francesa de 1808, lo que obligó a Forné a actuar de organista segundo. La cuestión llegó al extremo para las celebraciones de Semana Santa en 1811, cuando Forné informó al cabildo,

[...] la necesidad en que se ve de arreglar al corto número de voces e instrumentos que existen, las composiciones músicas para las próximas festividades de Semana Santa y demás del año, para que se celebren con la posible decencia, en lo que no sólo tiene que emplear grandes trabajos, sino considerable cantidad de dinero en papel y copias.

La situación comenzó a mejorar a partir de 1813, cuando se pudo contratar nuevos músicos. Para 1815 se volvían a contratar más músicos. Los problemas económicos y las enfermedades continuaron hasta el final, falleciendo el maestro en Plasencia el 1 de diciembre de 1817.
Debido a los problemas económicos se decidió no ocupar la vacante y el cntor José Benito Sarañana continuó ejerciendo de maestro interino, como había hecho durante las enfermedades del maestro. En puridad, se puede considerar a Forné el último maestro de capilla de la Catedral, ya que prácticamente no se volvió a componer música nueva en la capilla de música.

## Obra
A pesar de los problemas por los seises, el cabildo apreciaba las aportaciones musicales del maestro Forné.
En el archivo de las catedral de Zaragoza se conserva un villancico al Santísimo Sacramento, Aliéntate alma mía, de Forné. Por un inventario de hacia 173 se sabe que había además un aria al Nacimiento que se ha perdido. La obra de Forné fue muy numerosa, como demuestra el número de catedrales, además de Zaragoza, que tienen obras suyas: Plasencia, Salamanca, Ciudad Rodrigo, Astorga, Zamora, Coria y Segovia. Forné también aparece en un libro de textos para ser musicados, Colección de letras sagradas de las mejores que se han cantado en las principales Catedrales de España: Primera Parte por el Dr. D. Theodoro de la Torre y Montemayor quien la dedica a el señor don Thomàs Colòn y Larreategui, Canonigo, y Arcediano de Medina, de la Catedral de Salamanca, publicado en Madrid.